# Frank Braley
 (juin 2010).
Si vous disposez d'ouvrages ou d'articles de référence ou si vous connaissez des sites web de qualité traitant du thème abordé ici, merci de compléter l'article en donnant les références utiles à sa vérifiabilité et en les liant à la section « Notes et références ».
Frank Braley est un pianiste français, né à Corbeil-Essonnes, le 4 octobre 1968.

## Biographie
Frank Braley a grandi au sein d’une famille pouvant être qualifiée de bohème. Sa mère donnait des cours de piano et son père a été le secrétaire du cinéaste Jean-Pierre Melville. Il commence l'étude du piano à l'âge de quatre ans avec sa mère. À dix ans, il donne son premier concert avec l'Orchestre philharmonique de Radio France. Il poursuit ensuite des études normales et obtient son bac à l'âge de dix-sept ans. Il entreprend alors des études scientifiques à l'université avant d'opter en faveur de la musique : à dix-huit ans, il entre au Conservatoire de Paris où il travaille avec Pascal Devoyon, Christian Ivaldi et Jacques Rouvier. Il obtient le premier prix de piano et de musique de chambre.

### Années 1990
En 1991, il obtient le premier prix et le prix du public du Concours musical international Reine Élisabeth de Belgique, le 31 mai 1991. Dès lors sa carrière internationale est lancée. Il voyage et joue dans le monde entier sous la baguette de chefs d'orchestre comme Charles Dutoit, Marek Janowski, Armin Jordan ou Kurt Masur. Il se produit également en chambriste ou lors de récitals avec des artistes comme Éric Le Sage, Mischa Maisky, Emmanuel Pahud ou Maria João Pires. Il est l'invité chaque année des grands festivals : La Roque-d'Anthéron, Périgord Noir, Le Violon sur le Sable, etc. Il est féru de littérature et aime énormément le jazz.

### Années 2000
En avril 2007, il interprète le Concerto en sol de Maurice Ravel avec l'Orchestre français des jeunes, sous la direction de Jean-Claude Casadesus, à l'Auditorium de Dijon, au Théâtre des Champs-Élysées de Paris, à La Rochelle (La Coursive) et à l'Opéra de Vichy.
Frank Braley joue le plus souvent en musique de chambre avec Renaud Capuçon et Gautier Capuçon. Un enregistrement des dix sonates pour violon et piano de Beethoven sort en 2010.

### Années 2010
Depuis septembre 2011, Frank Braley est Professeur au Conservatoire de Paris.
Fin 2012, l'Orchestre royal de chambre de Wallonie annonce qu'il prendra, durant la saison 2013-14, la succession d'Augustin Dumay comme directeur musical de cette formation. Il entend non seulement diriger du clavier dans des concerti pour piano dont il assumera la partie soliste, mais aussi prendre en main une bonne partie de la direction orchestrale et explorer la musique de chambre avec les solistes de chaque pupitre, durant son mandat.
En mai-juin 2013, il est membre du jury durant toute la session (des éliminatoires aux épreuves finales) du Concours musical international Reine-Élisabeth-de-Belgique à Flagey et au Palais des Beaux-Arts.
De 2014 à 2020, Frank Braley est directeur musical de l'Orchestre royal de chambre de Wallonie.
En octobre 2015, il est membre du jury du Concours piano Long-Thibaud-Crespin.

### Années 2020
Frank Braley est maître en résidence à la Chapelle Musicale Reine Élisabeth à Waterloo dans la classe de piano. Il y a notamment formé Valère Burnon, Arthur Hinnewinkel et Nikola Meeuwsen.

## Discographie
- 1996
  - Franz Schubert : sonate en la majeur D959- 3 Klavierstücke D946 -(harmonia mundi-série "les nouveaux interprète") épuisé et non réédité.
- 1998
  - Richard Strauss, Pièces pour piano op. 3 (Harmonia Mundi)
- 2002
  - Maurice Ravel, Sonates et trio avec Gautier Capuçon, violoncelle et Renaud Capuçon, violon (Virgin Classics)
- 2004
  - Franz Schubert, Trout Quintet avec Gautier Capuçon, violoncelle et Renaud Capuçon, violon, Gérard Caussé, alto et Aloïs Posch, contrebasse (Virgin Classics)
- 2005
  - Récital, œuvres de Schubert (Harmonia Mundi)
  - George Gershwin, L’œuvre pour piano (Harmonia Mundi)
  - Felix Mendelssohn, Octuor op. 20, Variations concertantes pour violoncelle et piano op. 17, Romance sans paroles op. 109. ey Albumblatt op. 117, avec l'Ensemble Explorations dirigé par Roel Dieltiens (Harmonia Mundi)
- 2007
  - Antonín Dvořák, Quintette op. 81, Bagatelles op. 47, avec l'Ensemble Explorations dirigé par Roel Dieltiens (Harmonia Mundi)
  - Schubert, Trios pour piano nos 1 et 2 avec Gautier Capuçon, violoncelle et Renaud Capuçon, violon (Virgin Classics)
  - Franz Liszt, Sonnets de Pétrarque nos 104 et 123 et La Lugubre gondole II, Debussy, Neuf préludes des Livres I et II et Gershwin, Rhapsody in blue et Prélude no 3, filmés au festival de La Roque-d'Anthéron (DVD Naïve)
- 2011
  - Ludwig van Beethoven : Les Sonates pour violon et piano. Avec Renaud Capuçon. 3CD Virgin Classics, 2011
  - En outre, en 2012, Franck Braley apparaît comme partenaire d'Alexandre Tharaud dans l'album Le Bœuf sur le toît - Swinging Paris (Virgin), album rendant hommage au légendaire tandem de pianistes Wiener-Doucet.
- 2013
  - Arpeggione : Sonates pour piano et violoncelles de Benjamin Britten, de Debussy et pièces de Schumann. Accompagné de Gautier Capuçon au violoncelle (éditeur Erato, collection Parlophone chez warner music, novembre 2013)